# Amon (mythologie)
Amon (ook soms Hammon, Ammon, Amen genoemd) was een belangrijke god in de oudheid. Hij werd voornamelijk aanbeden door de oude Egyptenaren. Thebe was de belangrijkste Egyptische stad waar Amon aanbeden werd. Siwa was de belangrijkste oase waar Amon tevens werd aanbeden door de Berbers. De Amon-priesters vormden in het oude Egypte een machtige elite.

## Naam
De exacte betekenis van zijn naam I-m-n (Aman(oe), Amoen, Amon, Ammon) is onbekend. Er bestaat zowel een archaïsch werkwoord imn 'scheppen, doen ontstaan' (zonder determinatief) als een veelvoorkomend werkwoord imn 'verbergen, verborgen zijn' (met of zonder determinatief. Hoewel in later tijd veel woordspel met de betekenis 'verborgen zijn' voorkomt in teksten met zijn naam, wordt de naam Amon nooit met het determinatief voor 'verbergen' geschreven. Waarschijnlijker is daarom een grondbetekenis 'Schepper(-god)' die ook goed bij een oergod past.
Plutarchus citeert in zijn werk enkele woorden van Manetho die aangeeft dat Amon betekent: "Dat wat verborgen is" of "verborgen".

## Rol in de mythologie
Amon speelde aanvankelijk een beperkte rol als oergod (en misschien reeds voorgesteld in de gedaante van een nijlgans als scheppergod) samen met zijn tegenhangster of consorte Amaunet volgens de Piramideteksten uit het Oude Rijk (grotendeels samengesteld door priesters uit Heliopolis en Memphis) en de Sarcofaagteksten uit het Middenrijk. Als zodanig moet zijn heiligdom vanouds hebben gelegen bij Heliopolis, misschien eerder in Dasjoer of Saqqara bij Memphis. Die noordelijke binding komt misschien ook terug in de Rode kroon die Amaunet volgens haar iconografie altijd draagt.

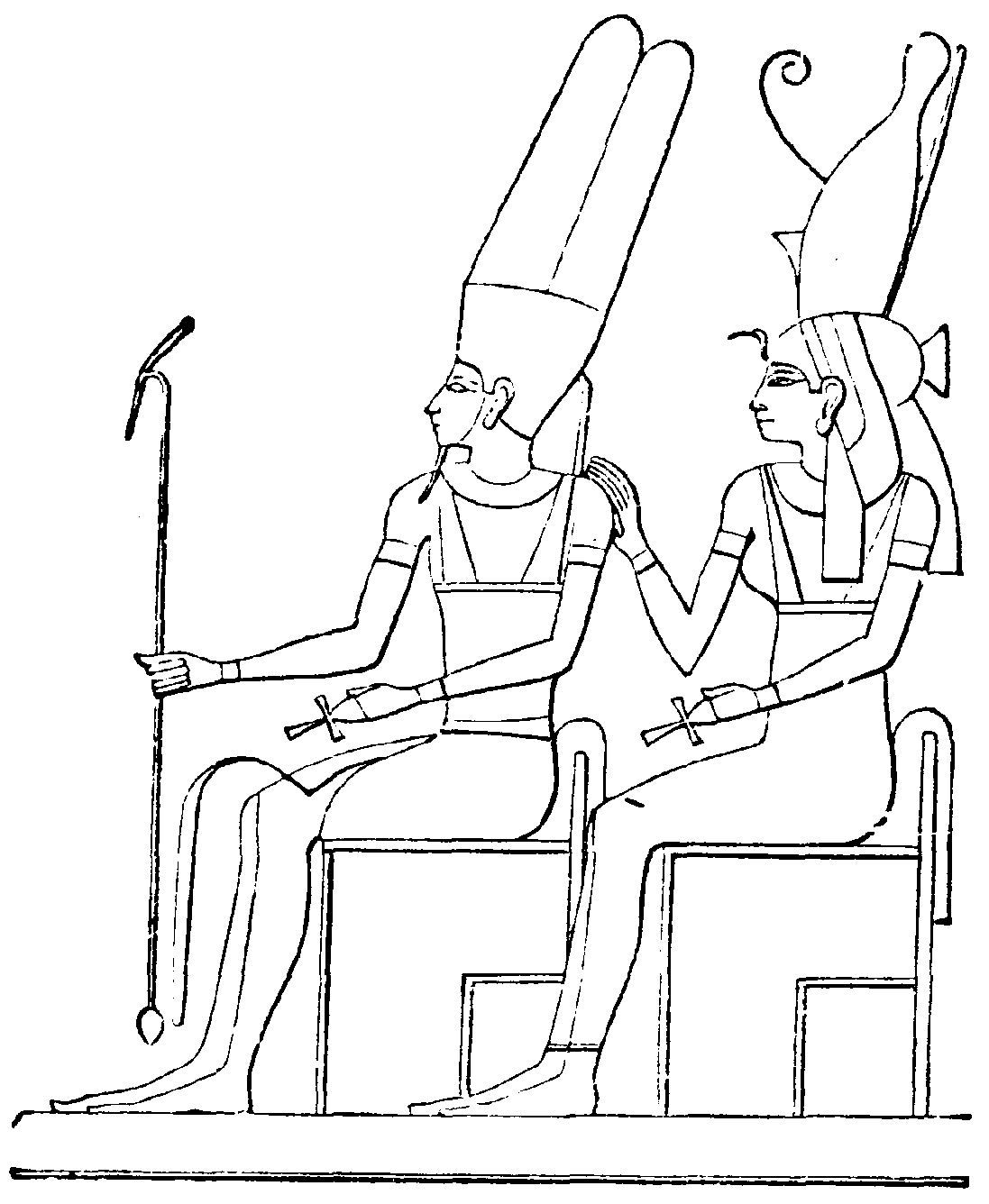
Amon en Moet

Vanaf zeker de 10e dynastie stond zijn voornaamste heiligdom echter in Thebe. Zowel de Nijlgans (oorspronkelijk een gedaante van een onafhankelijke scheppergod genaamd 'Grote Gakkeraar') als een zuidelijke soort ram (Ovis platyra) met naar binnen gedraaide horens (voor de vorm vergelijk: 'ammoniet'!) waren aan hem gewijd. Zijn echtgenote in Thebe was de godin Moet en hun zoon was Chons en samen vormden zij een Triade. Deze werd ook in het noorden vereerd.
De beelden van Amon, Moet en Chons werden met het Opet-festival van de Tempel van Karnak te Karnak naar Luxor gedragen.

## Verschijning
Amon wordt in tempelreliëfs meestal antropomorf en als heerser afgebeeld met een dubbele kroon met hoge veren. De kleur blauw die hij soms draagt verwijst zeker naar 'lucht' en 'wind', maar dit is zeker niet het natuurelement waarin de god geheel opgaat als de 'verborgene'. Uit de oudste teksten blijkt dat niet. Zo kan hij zich tevens manifesteren in het zonlicht en in en op het water. Uit al deze bewaarde herinneringen blijkt een ding zeker: Amon was een oude oergod.
De god wordt in staande positie afgebeeld, alsook zittend. In de vorm van Amon-min wordt de god afgebeeld met zijn voeten naast elkaar en een opgeheven arm. Voor de god staat meestal een farao, koningin, edele of ambtenaar.

## Geschiedenis
Met het nationaal herstel na de eerste tussenperiode veranderde er veel voor de Amon-cultus. De 11e en 12e dynastie die de grondleggers van het Middenrijk waren stamden uit Thebe en steunden de Amon-priesters. Zo werd Amon een belangrijke godheid, en verschoof het geestelijk middelpunt van het land van Heliopolis naar het zuidelijke Thebe. Toch leidde dit niet tot een religieuze breuk omdat Ra, de zonnegod die in het Oude Rijk de nationale godheid geworden was eenvoudig aan Amon gelijkgesteld werd. Zo werd Amon-Ra de hoofd-godheid van Egypte en vooral in de bloeitijd van het Nieuwe Rijk werden de priesters van Amon-Ra steeds machtiger. Van de koning werd verwacht dat hij -bijvoorbeeld uit de schatting die de buitenlandse bezittingen opbrachten- steeds meer financiële middelen aan de priesterlijke bureaucratie ter beschikking stelde. Zo werd de priesterlijk macht een staat in de staat. Achnaton trachtte daar in een klap een eind aan te maken door de Amon-cultus te verbieden, maar zijn ketterij duurde niet lang. Na de tijd van de latere Ramessiden werd Opper-Egypte de facto geregeerd door de hogepriester van Amon en de Aanbidster van de God, de echtgenote op aarde van de god. In deze tijd had de cultus zich ook verder naar het zuiden verspreid naar Nubië waar ook de ramvorm van Amon oorspronkelijk vandaan kwam.
Nadat in de tijd van de Berberse 22e dynastie de Amon-cultus wat in de verdrukking geraakt was, waren het de Koesjieten die tijdens de 25e dynastie Amon weer in volle glorie herstelden.
In Griekse en Romeinse tijden was de Amon-cultus nog bijzonder machtig -Amon werd aan Zeus of Jupiter gelijkgesteld, hoewel de culten van Osiris, Isis en Serapis grotere aandacht opeisten. Aan de Amon-cultus kwam een einde toen onder Theodosius I het christendom tot staatsgodsdienst verheven werd.

## Amon bij de oude Berbers
Volgens H. Basset was Amon de belangrijkste god voor de Berbers. Daarnaast heeft René Basset gemerkt dat de Guanchen de naam Amman bleven gebruiken; ze associeerden hem met de heer en de god, en koppelden hem met de zonsnaam in hun taalgebruik. Volgens Mohamed Chafik heeft de naam Amon of Ammon een Berberse vorm, maar de betekenis daarvan is onduidelijk. Bovendien zijn er deskundigen die veronderstellen dat er een gemeenschappelijke beschaving was tussen de Berbers en de Oud-Egyptenaren in een pre-Saharaans tijdperk.
Siwa was de belangrijkste oase waar Amon aanbeden werd door de Berbers. De Grieken noemden de inwoners van Siwa de Ammoniërs (Ammonioi). Hiervan is het woord ammoniak afgeleid, het zout van de bekende bronnen van Siwa.
Amon werd gemengd met de Oud-Egyptische god Ra. Dat was het gevolg van de regeringsverplaatsing naar Thebe, waar Amon de lokale god was. Zo ontstond de god Amon-Ra. Dat deden de Carthagers ook met hun centrale god Baäl, die gemengd werd met de belangrijkste god van de Berbers, Amon; zo ontstond er daar de god Baäl-Amon, ook Baäl-Hammon genoemd. Net als de Carthagers mengden de Grieken hun oppergod Zeus met Amon tot de god Zeus-Amon, terwijl de Romeinen hem met hun oppergod Jupiter mengden; hieruit ontstond de god Jupiter-Amon.
Het is opmerkelijk dat de Grieken onderscheid maakten tussen de Oud-Egyptische Amon en de Berberse/Siwische Amon. Toen Alexander de Grote Egypte wilde veroveren, stak hij op advies van zijn raadgevers zeshonderd kilometer de woestijn over naar Siwa om de zegen van Amon te vragen.